# Liste der Stolpersteine in Hausach

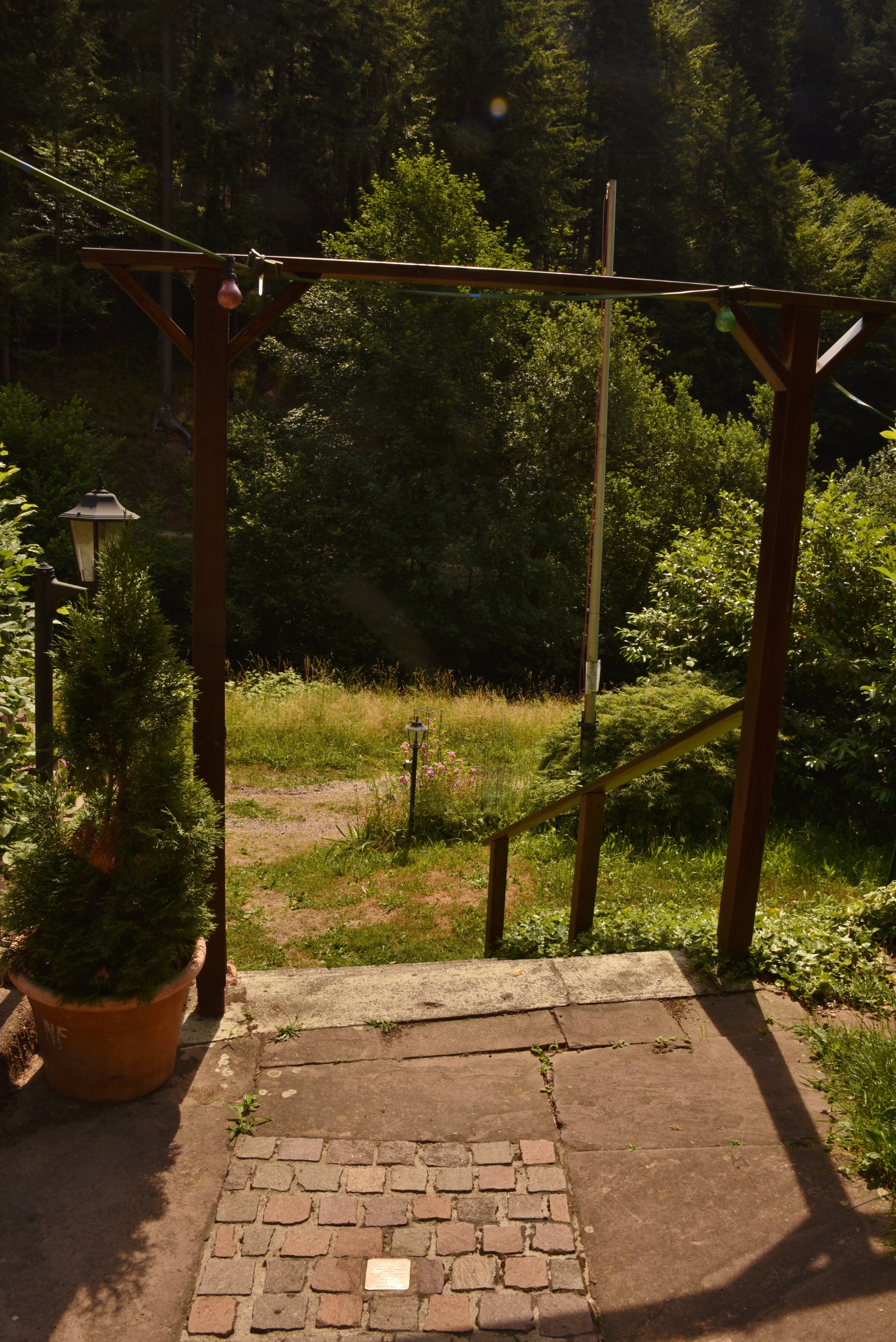
Stolperstein in Hausach

Die Liste der Stolpersteine in Hausach führt die vom Künstler Gunter Demnig verlegten Stolpersteine in Hausach auf, eine Stadt im Kinzigtal im Schwarzwald. Stolpersteine erinnern an das Schicksal der Menschen, die von den Nationalsozialisten ermordet, deportiert, vertrieben oder in den Suizid getrieben wurden. Sie liegen im Regelfall vor dem letzten selbstgewählten Wohnsitz des Opfers.

## Gedenkarbeit in Hausach
Die Aktion Stolpersteine wurde initiiert von der Gruppe „Wider das Vergessen“, gegründet von Norbert Baumann, Günther Rosemann, Manfred Schoch und Heinz Welschbach, vier Bürgern der Stadt. Die Arbeit wurde unterstützt von Bürgermeister Manfred Wöhrle. Die erste Verlegung fand am 23. Mai 2009 statt und stand unter der Devise Ein Mensch – Ein Stein – Ein Schicksal. Die Gruppe wollte gemeinsam mit der Stadt Hausach an die geschichtliche Wahrheit erinnern, an vier Hausacher Bürger, die „der Willkür und der Gewalt des nationalsozialistischen Regimes zum Opfer fielen“.

## Stolpersteine
Die Tabelle ist teilweise sortierbar; die Grundsortierung erfolgt alphabetisch nach dem Familiennamen des Opfers. Die Verlegedaten finden sich in einem eigenen Absatz unterhalb der Liste.
| Stolperstein | Inschrift | Verlegeort                                          | Name, Leben |
| ------------ | --- | --------------------------------------------------- | --- |
|              | HIER WOHNTE EUGEN DECKER JG. 1897 EINGEWIESEN 3.6.1937 'PFLEGEANSTALT' FUSSBACH ERMORDET 29.8.1940 'HEILANSTALT' GRAFENECK T4-AKTION      | Schlossstraße 4 ·                                   | Eugen Decker wurde am 19. Februar 1897 in Hausach geboren. Er war der Sohn des Metzgermeisters Karl Decker und dessen Frau Katharina. Eugen Decker war zwar geistig behindert, konnte aber in der Metzgerei mithelfen. Es gibt nur wenige Aufzeichnungen zu seinem Leben. Ein Zeitzeuge jedoch erinnerte sich, dass er alljährlich „mit großer Freude“ die Fastnacht gefeiert habe. Nachdem seine Eltern gestorben waren, übernahm der Schreinermeister Alois Schmieder die Vormundschaft. Am 3. Juni 1937 wurde er in die Pflegeanstalt Fußbach eingewiesen. Die Stadt Hausach musste 1,60 Reichsmark pro Tag für Pflegekosten bezahlen. Am 15. August 1940 wurde er gemeinsam mit dreißig ebenfalls behinderten Männern in einem der berüchtigten Grauen Busse der Gemeinnützigen Krankentransportgesellschaft in die Tötungsanstalt Grafeneck deportiert. Die Busse waren grau lackiert und deren Fenster durch einen Farbanstrich undurchsichtig gemacht worden. Am 29. August 1940 wurde Eugen Decker im Rahmen der Aktion T4 vom NS-Regime ermordet. Sein Leichnam wurde kremiert, die Urne nach Hausach überführt und dort beigesetzt. Offizielle Todesursachen waren "Beckeninfektion und Blutvergiftung", so die Nachricht an die Stiefmutter. |
|              | HIER WOHNTE PFARRER JOSEF KÖNIG JG. 1904 VERHAFTET 1944 GEFÄNGNIS LANDSHUT TOT AN HAFTFOLGEN 13.5.1945                                    | Hauptstraße 13 · (vor der Volksbank) ·              | Josef König wurde am 28. Juni 1904 in Hausach geboren und am selben Tage getauft. Seine Eltern waren der Schlossermeister Josef König (1860–1935) und dessen Gemahlin, Monika geb. Schmider (1866–1950). Beide Elternteile entstammten alteingesessenen Familien des Schwarzwaldes . Er hatte einen jüngeren Bruder, Klaus, geboren 1909, der später Lehrer wurde. Als Junge besuchte er die Volksschule in Hausach und ab 1916 das Friedrich-Gymnasium in Freiburg im Breisgau . 1922 bestand er das Abitur, danach studierte er Theologie an der Albert-Ludwigs-Universität in Freiburg. Unter großer Anteilnahme seines Heimatortes wurde er am 19. März 1927 zum Priester geweiht. Nach der Primiz kam es zum Ausbruch einer psychischen Erkrankung. Er wurde in die Heilanstalt Reichenau gebracht, wo er mehrere Monate lang behandelt wurde. Nach seiner Genesung wurde er im Oktober 1927 Vikar in Lauf und kümmerte sich insbesondere um die Jugendarbeit. Nach der Machtergreifung der Nationalsozialisten geriet er rasch in einen offenen Konflikt mit Mitgliedern und Führern der lokalen NSDAP. In der Folge wurde er mehrfach versetzt, zumeist wegen Konflikten mit örtlichen Nationalsozialisten. 1937 wurde er Pfarrverweser, zwei Jahre später dann Pfarrer in Nöggenschwiel , wo er teils gegen erheblichen Widerstand des Regimes eine Schwesternstation, eine Nähstube und schließlich auch einen katholischen Kindergarten realisierte. [ 3 ] Nachdem er zu Weihnachten 1940 und zu Ostern 1941 französische Kriegsgefangene zu Messfeiern eingeladen und für sie auch ein Frühstück im Pfarrhaus organisiert hatte, wurde ihm mit Verfügung vom 12. Mai 1941 die Ausrichtung von Gottesdiensten untersagt. Er stand schon zuvor unter Beobachtung der Gestapo . Insbesondere erstattete ein gewisser Dr. Wilhelm Karsch regelmäßig Bericht über die Predigten des Pfarrers. Am 2. November 1944 gab er gegenüber einer Offiziersfrau, Frau Herdey, seine offen ablehnende Haltung gegenüber dem NS-Regime zu erkennen. Er soll zu ihr gesagt haben, dass besonders die Judenverfolgung und Judenermordung eine Sache ist, die einem Völkermord gleichkomme. Frau Herdey teilte dies Wilhelm Karsch mit, dieser erstattete Meldung bei der Gestapo und der Pfarrer wurde vorgeladen, verhört und am 23. November 1944 verhaftet. Der Hauptvorwurf lautete: Verstoß gegen das Heimtückegesetz in zehn oder elf Fällen. Im Gefängnis teilte er sich eine Zelle mit zwei Mitbrüdern, später mit einem, Pfarrer Erwin Dietrich, der einem holländischen Offizier zur Flucht in die Schweiz verholfen haben soll. Es kam zu keiner Verhandlung. Am 23. April 1945 wurde der Geistliche in sehr geschwächtem Zustand aus der Haft entlassen. Am 4. Mai 1945 brach er zusammen und wurde mit einem „akuten Schub einer Schizophrenie im Krankenhaus Waldshut aufgenommen.“ Der behandelnde Arzt diagnostiziert, dass der Patient weder örtlich noch zeitlich, noch räumlich orientiert war. Es trat höheres Fieber auf und eine mutmaßliche Kreislaufschwäche. Am 13. Mai 1945 verstarb Josef König. In einem psychiatrischen Gutachten konstatierte Kurt Beringer , Direktor der Psychiatrischen Nervenklinik an der Universität Freiburgs: „Ein ursächlicher Zusammenhang der Psychose mit der körperseelischen Belastung durch die vorausgegangene Verhaftung und die fünfmonatige Haft ist nach den heutigen wissenschaftlichen Auffassungen zu einer begründeten Wahrscheinlichkeit zu erheben.“ [ 4 ] Königs Denunziant wurde 1948/1949 wegen Verbrechens gegen die Menschlichkeit zu einer sechsmonatigen Freiheitsstrafe verurteilt. |
|              | HIER WOHNTE OSKAR LEHMANN JG. 1914 VERHAFTET 1942 WEHRMACHTSGEFÄNGNIS TORGAU / FORT ZINNA BEWÄHRUNGSBATAILLON 500 TOT 19.8.1943 IN TOSSNO | Gartenstraße 25 · (vor Rudis Backstüble) ·          | Oskar Lehmann wurde am 24. Mai 1914 in Hausach geboren. Seine Eltern waren der Friseurmeister Franz Lehmann und dessen Ehefrau Frieda geb. Basler. Er hatte zwei Schwestern, besuchte die Volksschule und lernte Friseur. Er arbeitete im väterlichen Betrieb. Nach der Machtergreifung der Nationalsozialisten stand die Familie unter Beobachtung der örtlichen Polizei und des Gendarmeriepostens in Wolfach. Es bestand der Verdacht, dass sie der Bibelforscherbewegung angehörten, die seit 24. Juni 1933 verboten war. Ihr Haus wurde durchsucht. 1935 erfolgte die Musterung von Oskar Lehmann. 1937 mussten sich Franz und Frieda Lehmann vor einem Sondergericht in Mannheim verantworten. Zwar wurden sie freigesprochen, doch die Überwachung und die Schikanen fanden kein Ende. Die Hausacher NSDAP-Ortsgruppe boykottierte das Friseurgeschäft und rief die Bevölkerung auf Plakaten auf, sich dem Boykott anzuschließen. 1938 starb seine Mutter, 1939 sein Vater. Beide waren in den frühen 50er Jahren. Im Dezember 1939 wurde Oskar Lehmann einberufen und zum Westfeldzug abkommandiert. Er desertierte während eines Heimaturlaubs, wurde verraten und am 18. Dezember 1940 vor ein Kriegsgericht gestellt. Er wurde als „wehrunwürdig“ aus dem Dienst im Heer entlassen. Danach klafft eine Lücke in der Biographie des Oskar Lehmann bis Februar 1943. Er muss irgendwann verhaftet worden sein, denn am 17. Februar 1943 scheint er beim Bewährungsbataillon 500 in Skierniewice auf, heute in der Woiwodschaft Łódź gelegen. Er wurde als Zugang aus dem Wehrmachtgefängnis Torgau auf Fort Zinna registriert, dem damals größten und modernsten Gefängnis der Wehrmacht. Am 22. Februar 1943 wurde das 561. Infanterie-Bataillon an die Nordfront verlegt, in die Gegend der Dritten Abwehrschlacht am Ladogasee gegen die vorrückende Sowjetarmee. Noch im April 1943 hoffte Oskar Lehmann in einem Brief auf eine glückliche Rückkehr. Ende August langt bei den Schwestern jedoch ein Brief des Oberstabsarztes und Chefarztes des Bataillons ein: „Ihr Bruder wurde durch einen Granatsplitter schwer am Kopf verwundet. [...] In den Tagen seines Hierseins war Ihr Bruder ohne Bewusstsein und ist am 19.08.1943 um 18.05 Uhr ruhig und sanft entschlafen, [...]. Beigesetzt wird er in Tossno auf dem Ehrenfriedhof bei der Schule an der Rollbahn Petersburg – Moskau 300 mtr. östl. der Brücke im Einzelgrab No. 1869. Ich werde bei der Beisetzung selbst zugegen sein. [...] In mitfühlender Anteilnahme grüsse ich Sie. Dr. Staudt“ Oskar Lehmann wurde auf der Deutschen Kriegsgräberstätte Sologubowka in Russland beerdigt. |
|              | HIER WOHNTE FRANZ SENGLE JG. 1898 SCHUTZHAFT 1940 GEFÄNGNIS WOLFACH DACHAU, SACHSENHAUSEN 1941 NEUENGAMME ERMORDET 13.8.1941 DACHAU       | Einbacher Straße 71 · (Naturfreundehaus Laßgrund) · | Franz Sengle wurde am 7. Juli 1898 in Tennenbronn geboren. Er lernte Maschinenbauer, diente im Ersten Weltkrieg und zog danach im Mittleren Kinzigtal von Hof zu Hof. Er reparierte dort landwirtschaftliche Geräte und Maschinen. Im Lassgrund lernte er seine künftige Frau kennen, Anna Maria geb. Echle (1915–1997). Die beiden heiratete 1935 und bekamen vier Kinder: Karl, Erika, Maria und Hildegard. Er wurde als "unbeugsamer und findiger Kopf" beschrieben, äußerte seine Ablehnung des NS-Regimes auch öffentlich und nahm sich kein Blatt vor den Mund. Er wurde verraten, 1940 verhaftet und kam in sogenannte Schutzhaft. Die Kinder waren damals sechs, vier und zwei Jahre alt, die jüngste Tochter kam erst nach der Verhaftung ihres Vaters auf die Welt. Er wurde nie vor Gericht gestellt, ein Urteil wurde nie gesprochen. Er war zuerst im Gefängnis Wolfach inhaftiert, dann in den Konzentrationslagern Dachau und Sachsenhausen. 1941 wurde er nach Neuengamme überstellt, dann kam er wieder zurück nach Dachau. Dort wurde er am 13. August 1941 ermordet. Die Arbeitsgruppe Wider das Vergessen: „Sein Vermächtnis an uns lautet, uneingeschränkt die Würde jedes Menschen in den Mittelpunkt des persönlichen und politischen Handelns zu stellen.“ Bei der Stolpersteinverlegung stellte Mona Lüttschwager, seine Urenkelin, die Biografie von Franz Sengle vor. Sie tat dies auf "beeindruckende" Weise, so der Schwarzwälder Bote. |

## Verlegedaten
- 23. Mai 2009: Eugen Decker, Pfarrer Josef König, Oskar Lehmann
- 9. September 2015: Franz Sengle